# Thaumatococcus daniellii
Thaumatococcus daniellii — вид растения рода Thaumatococcus из Африки, известный как природный источник тауматина, соединения белковой природы с сильным сладким вкусом, который представляет интерес в области разработки подсластителей. Это большое цветущее многолетнее растение происходит из Западной Африки, произрастает от Сьерра-Леоне до ДРК. Также культивируется в Австралии и Сингапуре.
Thaumatococcus daniellii вырастает до 4 м в высоту, имеет большие листья до 46 см длиной. Цветки бледно пурпурные, плоды мягкие, содержат блестящие семена чёрного цвета. Плод покрыт красным мясистым ариллусом — это та часть растения, которая содержит тауматин. В тех регионах, где растение произрастает, оно широко используется не только в качестве корректора вкуса. Жесткие черешки листьев используются как инструмент и строительный материал. Сами листья используются для заворачивания и хранения еды. Листья и плоды находят применение в традиционной медицине
У растения несколько т. н. «народных названий», среди которых: «волшебный плод» (miracle fruit) (однако же под этим названием более известен не связанный с описываемым вид Synsepalum dulcificum) и «волшебная ягода»;, а также «катамфе» или «катемпфе», «мягкий тростник йоруба», «африканская серендиповая ягода» и проч.
В варшавской Высшей школе сельского хозяйства проводился опыт по пересадке гена из растения Thaumatococcus daniellii в огурец для улучшения его вкусовых качеств.

## Описание
Thaumatococcus daniellii — корневищное многолетнее растение до 3-3,5 м высотой. Листья овально-эллиптические, до 60 см длиной и 40 см шириной, поднимаются каждый сам по себе от узлов на корневище. Соцветия одиночные или простые пучки, выступают из нижних узлов. Плод мясистый, треугольный по форме и созревает до тёмно-красного или коричневого цвета в пик плодоношения. Зрелые плоды содержат три черных, чрезвычайно плотных семени. Семена окутаны липким тонким бледно-жёлтым ариллусом, который содержит сладкий белок, тауматин.

### Таксономия
Thaumatococcus daniellii вид был описан (Benn.) Benth. in G.Bentham & J.D.Hooker и опубликован в Genera Plantarum 3: 652, 1883.
Подвиды:
- Thaumatococcus daniellii var. daniellii — западная и центральная Африка от Сьерра-Леоне до Демократической республики Конго (ДРК)
- Thaumatococcus daniellii var. puberulifolius Dhetchuvi & Diafouka, Belgian J. Bot. 126: 206 (1993 publ. 1994) — центральная Африка (ДРК, Габон, Конго, Камерун, ЦАР)

Синонимы:
- Phrynium daniellii Benn., Pharm. J. 14: 161 (1855).
- Monostiche daniellii (Benn.) Horan., Prodr. Monogr. Scitam.: 13 (1862).
- Donax danielii (Benn.) Roberty, Fl. Ouest-Afr.: 360 (1954)[11].

## Использование

### Плоды
Наиболее известное использование Thaumatococcus daniellii — в качестве подсластителя. Ариллус содержит нетоксичный, невероятно сладкий белок тауматин, который как минимум в 3000 раз слаще, чем сахароза. В Западной Африке ариллус традиционно используется для коррекции вкуса хлеба, переферментированного пальмового вина и прокисшей еды. Если разжевать плоды, то в течение часа после этого все кислые продукты, съеденные или выпитые, будут казаться очень сладкими на вкус. С середины 1990-х тауматин используется как подсластитель и усилитель вкуса в пищевой и кондитерской промышленности. Заменяя синтетические подсластители, он используется как некалорийный природный подсластитель. Тауматин не углевод, поэтому идеально подходит для диабетиков.
Семена Thaumatococcus daniellii вырабатывают желе, которое набухает и увеличивается в массе до 10 раз, таким образом это может использоваться как замена агар-агару. Thaumatococcus daniellii используется также в традиционной медицине в Кот-д’Ивуаре и Конго. Плоды служат слабительным средством, а семена как рвотное, а также при заболеваниях лёгких.

### Листья
В Западной Африке Thaumatococcus daniellii в основном культивируется из-за листьев. Они используются для заворачивания и сохранения еды. Из черешков листьев плетут циновки, их используют как инструмент, а также в качестве строительного материала. Листовые пластины используют также в качестве «черепицы».
В традиционной медицине сок листьев применяют как противоядие при укусах змей, ужаливании, укусах насекомых. Сок листьев и корневища используются в качестве седативного средства и для лечения психических расстройств.